# Moravany (Hodoníni járás)
Moravany település Csehországban, Hodoníni járásban. Moravany Koryčany, Osvětimany, Hýsly, Čeložnice, Vřesovice és Kostelec településekkel határos. Lakosainak száma 712 fő (2024. január 1.).

## Népesség
A település lakosságának változását az alábbi diagram mutatja:
| Lakosok száma | 800  | 916  | 1040 | 924  | 821  | 746  | 735  | 724  | 729  | 712  |
|               | 1869 | 1890 | 1921 | 1950 | 1980 | 2001 | 2017 | 2019 | 2022 | 2024 |